# Chasmistes cujus
 Chasmistes cujus és una espècie de peix de la família dels catostòmids i de l'ordre dels cipriniformes.

## Morfologia
- Els mascles poden assolir 67 cm de longitud total[1] i 2.720 g de pes.[2][3]

## Hàbitat
És un peix d'aigua dolça i de clima temperat.

## Distribució geogràfica
Es troba a Nord-amèrica: llacs Pyramid i Winnemucca a Nevada (Estats Units).